# Выборы губернатора Еврейской автономной области (2025)
Очередные выборы губернатора состоятся в Еврейской автономной области в период с 12 по 14 сентября 2025 года в единый день голосования.
Губернатор избирается на 5 лет. На тот же срок избранный губернатор назначает членом Совета Федерации одного из трёх протеже, заявленных при выдвижении.

## Предшествующие события
12 декабря 2019 года временно исполняющим обязанности губернатора Еврейской автономной области был назначен сенатор Ростислав Гольдштейн, сменив ушедшего в отставку Александра Левинталя, ввиду низких рейтингов. На выборах 2020 года Гольдштейн с большим отрывом одержал победу, набрав 82,5 % голосов избирателей, при отсутствии кандидатов от КПРФ и ЛДПР.
5 ноября 2024 года президент России Владимир Путин назначил Гольдштейна временно исполняющим обязанности главы Республики Коми, одновременно он назначил Марию Костюк на место Гольдштейна на посту губернатора Еврейской автономной области. Костюк также стала первой действующей женщиной-губернатором России с момента отставки Натальи Комаровой с поста губернатора Ханты-Мансийского автономного округа в мае 2024 года.

## Кандидаты
| Кандидат | Кандидат                       | Деятельность/должность (на момент выдвижения)                                                    | Субъект выдвижения                | Статус                               | Кандидаты в Совет Федерации |
| -------- | ------------------------------ | ------------------------------------------------------------------------------------------------ | --------------------------------- | ------------------------------------ | --- |
|          | Сергей Андреевич Антропенков   | временно неработающий                                                                            | «Родина»                          | отказ в регистрации                  | — |
|          | Дмитрий Анатольевич Ведерников | стрелок 3-го разряда ФГКУ «Оптовая база № 25»                                                    | «Зелёные»                         | утратил статус выдвинутого кандидата | — |
|          | Елена Александровна Ворошилова | директор комплексного центра социального обслуживания Еврейской автономной области               | Партия пенсионеров                | отказ в регистрации                  | — |
|          | Василий Николаевич Гладких     | депутат Законодательного собрания Еврейской автономной области                                   | ЛДПР                              | зарегистрирован                      | - Сергей Готовченко, ремонтник вагонов эксплуатационного вагонного депо Хабаровск-2 - Татьяна Слуцкая, депутат Биробиджанской городской Думы, методист по экологическому просвещению в ФГБУ «Государственный заповедник „Бастак“» - Ольга Шупилова, учитель МБОУ «Специальная (коррекционная) школа» г. Биробиджан                                                         |
|          | Владимир Николаевич Дудин      | депутат Законодательного собрания Еврейской автономной области                                   | «Справедливая Россия — За правду» | отказ в регистрации                  | - Виктор Ерёмичев, пенсионер - Ирина Меньшойкина, лаборант химического анализа в химической лаборатории котельного цеха № 1 Биробиджанской ТЭЦ - Наталья Полодюк, депутат Биробиджанской городской Думы, специалист по методическому сопровождению ФГБУ «Российский детско-юношеский центр»                                                                                |
|          | Мария Фёдоровна Костюк         | временно исполняющая обязанности губернатора Еврейской автономной области                        | «Единая Россия»                   | зарегистрирована                     | - Антон Акимов, заместитель губернатора Еврейской автономной области - Наталья Кузьмина, ректор Института развития образования ЕАО - Наталья Хорова, заместитель Министра здравоохранения РФ |
|          | Александр Алексеевич Крупский  | пенсионер                                                                                        | «Коммунисты России»               | зарегистрирован                      | - Андрей Аношкин, заместитель директора по общим вопросам ИКАРП ДВО РАН - Леонид Попов, генеральный директор ООО «„КРЛ“ ЛПП» - Сергей Хоршев, индивидуальный предприниматель |
|          | Владимир Евгеньевич Потапенко  | индивидуальный предприниматель                                                                   | «Новые люди»                      | зарегистрирован                      | - Александр Абакумец, директор ООО «УК Единый заказчик» - Дмитрий Левковский, директор ОГКУ «Лесничество ЕАО» - Эдуард Пеняк, индивидуальный предприниматель |
|          | Александр Анатольевич Щербина  | третий секретарь Биробиджанского горкома РО ПП КПРФ в ЕАО, депутат Биробиджанской городской Думы | КПРФ                              | зарегистрирован                      | - Нина Калюкина, первый секретарь горкома РО ПП КПРФ в Еврейской автономной области - Евгений Конопаткин, депутат Биробиджанской городской Думы, помощник депутата Государственной думы РФ Алексея Корниенко по работе в Еврейской автономной области - Владимир Фишман, первый секретарь РО ПП КПРФ в ЕАО, депутат Законодательного собрания Еврейской автономной области |